# Tierra de nadie (película)
Tierra de nadie es una película hispano-mexicana de thriller de 2025, dirigida por Albert Pintó y escrita por Fernando Navarro, basada en una idea original de Álvaro Ariza, quien también produjo la película. Está protagonizada por Luis Zahera, Karra Elejalde y Jesús Carroza. Tuvo su estreno mundial en el Festival de Málaga el 15 de marzo de 2025, y luego se estrenó en cines españoles el 28 de marzo de 2025, con distribución de Sony Pictures España.

## Trama
Tres amigos – Mateo ‘el Gallego’, un guardia civil; Juan ‘el Arrantzale’, un pescador convertido en narco por la mala suerte; y Benito ‘el Yeye’, un resignado e inteligente depositario judicial – se ven atrapados en un polvorín que pondrá a prueba su amistad.

## Reparto
- Luis Zahera
- Karra Elejalde
- Jesús Carroza

## Producción
En marzo de 2024, la agencia de casting A Primera Figuración S.L. abrió una convocatoria para contratar a 250 figurantes para la siguiente película de Albert Pintó, Tierra de nadie, cuyo rodaje tenía previsto comenzar en Cádiz el 8 de abril de ese año. En abril de 2024, junto con el anuncio del inicio del rodaje, se anunció que Luis Zahera, Karra Elejalde y Jesús Carroza protagonizarían la película. El rodaje de la cinta tuvo lugar del 8 al 26 de abril de 2024 en Cádiz, y después del 29 de abril al 17 de mayo de 2024 en Madrid. El 13 de abril de 2024, el puente de la Constitución de 1812 vio su circulación cerrada debido al uso del puente para rodar algunas secuencias de la película.
El presupuesto total de la película es de cuatro millones de euros, incluyendo 1.2 millones de euros procedentes de las ayudas generales del ICAA.

## Lanzamiento y marketing
En enero de 2025, Sony Pictures España anunció que Tierra de nadie se estrenaría en cines españoles el 28 de marzo de 2025. En febrero de 2025, el tráiler de la película fue lanzado. El 26 de febrero de 2025, se anunció que la película tendría su estreno mundial en el Festival de Málaga el 15 de marzo de 2025.